# オリータ・アダムス
オリータ・アダムス（Oleta Adams、1953年5月4日 - ）は、アメリカ合衆国のソウル、ジャズ、ゴスペルシンガー、ピアニスト。アダルトな楽曲を情感豊かなボーカルで歌うスタイルで発表している。

## 来歴

### デビュー以前
オリータは、伝道師の娘として生まれ、ゴスペル音楽と共に育てられた。若い頃に家族と一緒に、しばしば彼女の生誕地として紹介されるワシントン州ヤキマへ移り住んだ。1970年代には、カリフォルニア州ロサンゼルスに移住し、デモ・テープの制作を行ったが、多くの音楽経営陣はディスコ音楽（すなわちオリータのスタイルでない）に興味があるばかりといった状況だった。彼女の歌のコーチであるリー・ファレルの助言により、彼女はミズーリ州カンザスシティへと活動拠点を移し、様々なローカル・ギグを行い始めた。1980年代初頭、オリータは2枚の自主制作アルバムを発表し音楽的キャリアをスタート。ごく限定的な成功を収めた。

### ティアーズ・フォー・フィアーズとの共同制作
1985年、カンザスシティのバーにてオリータの演奏を観たイギリスのポップ・バンド、ティアーズ・フォー・フィアーズ（以下、TFF）のローランド・オーザバルとカート・スミスによって彼女は見出されることとなった。彼らは次のアルバム『シーズ・オブ・ラヴ』の歌手としてバンドに加わるようオリータを誘った。
1989年には『シーズ・オブ・ラヴ』がリリースされ、シングル「ウーマン・イン・チェインズ」（オリータとローランドのデュエットとして歌われた）は彼女の最初のヒットとなった。1990年、TFFのワールド・ツアーにもサポート・メンバーとして同行し、ピアノとボーカルを担当した。

### 1990年代
TFFとの仕事の後、オリータは彼らの所属レーベル、フォンタナとレコード契約を結び、1990年からソロ・キャリアを再開した。新しいアルバム『サークル・オブ・ワン』には共同プロデューサーとしてTFFのローランドが参加した。アルバムは多くの批評家の評価を受け、ブレンダ・ラッセルのカバー「ゲット・ヒアー」がグラミー賞にノミネートされ、1991年にイギリスで1位を獲得した。1991年にはエルトン・ジョンとバーニー・トーピンのトリビュート・アルバム『トゥー・ルームス - エルトン・ジョン・ソングス』に参加。「僕の瞳に小さな太陽」をカバーし、イギリスでトップ40ヒットとなった。
次作アルバム『エヴォルーション』も商業的な成功を収め、イギリスでトップ10を獲得。1994年には初来日公演を行っている。1995年の『ムーヴィン・オン』は彼女のR&B指向が反映された作品となった。同年、TFFのアルバム『キングス・オブ・スペイン』では「Me And My Big Ideas」をデュエットするため、ローランドと再会を果たした。2年後にはキリスト教をテーマとしたゴスペル色の強いアルバム『Come Walk With Me』をリリースしている。1998年、フィル・コリンズがジャズを演奏したフィル・コリンズ・ビッグバンドに参加した。

### 2000年代
2001年になるとリッキー・ピーターソン、ピーター・ウルフらをプロデューサーに迎えたアルバム『オール・ザ・ラヴ』をリリース。2004年には、TFFのカンザスシティ・コンサートにて特別ゲストとして「ウーマン・イン・チェインズ」を披露。2006年、初めてのクリスマス・アルバムを発表。2008年1月に2度目の来日公演を開催。2009年には『Let's Stay Here』という宗教色の薄い新作アルバムを発表している。

### 私生活
1994年に、オリータはカンザスシティのユナイテッドメソジスト教会で、ドラマーのジョン・カッションと結婚した。その教会にて彼らは日曜学校で教える間柄だった。彼らは1980年、オリータのデモテープ制作時に出会った。オリータは結婚に対する情熱を持っていなかったが、1994年1月17日に、ロサンゼルス地震に巻き込まれた際に、神からの啓示と解釈し、結婚を決意したという。

## ディスコグラフィ

### スタジオ・アルバム
- Untitled (1982年)
- Going on Record (1983年)
- 『サークル・オブ・ワン』 - Circle of One (1990年)
- 『エヴォルーション』 - Evolution (1993年)
- 『ムーヴィン・オン』 - Moving On (1995年)
- Come Walk With Me (1997年)
- 『オール・ザ・ラヴ』 - All the Love (2001年)
- Christmas Time With Oleta (2006年)
- Let's Stay Here (2009年)
- Third Set (2017年)

### コンピレーション・アルバム
- 『ベリー・ベスト・オブ・オリータ・アダムス』 - The Very Best of Oleta Adams (1996年)
- Ultimate Collection (2004年)